# Jordan Babineaux
Jordan Jude Babineaux (født 31. august 1982 i Port Arthur, Texas, USA) er en amerikansk football-spiller, der spiller som safety. Han står pt. uden klub, men har tidligere i sin karriere spillet for både Seattle Seahawks og Tennessee Titans i NFL.

## Klubber
- 2004-2010: Seattle Seahawks
- 2011-2012: Tennessee Titans